# Yugopolis
Yugopolis – polska supergrupa o zmieniającym się składzie, wykonująca muzykę z szeroko pojętego rocka. Powstała w 2000 roku pod nazwą Yugoton na podstawie pomysłu dziennikarza muzycznego Grzegorza Brzozowicza, aby polscy wykonawcy nagrali piosenki zespołów z byłej Jugosławii w nowych aranżacjach i z polskimi tekstami. Skład zespołu tworzyli m.in. Katarzyna Nosowska, Paweł Kukiz, Kazik Staszewski, Ryszard „Tymon” Tymański oraz Olaf Deriglasoff.
Debiutancki album formacji Yugoton ukazał się w 2001 roku. Płyta cieszyła się w kraju znaczną popularnością. Wydawnictwo dotarło do 1. miejsca zestawienia OLiS. Z kolei pochodzące z albumu piosenki „Rzadko widuję cię z dziewczętami”, „Malcziki” i „O nic nie pytaj (bo nie pytam ja)” były notowane na licznych listach przebojów, w tym na Liście Przebojów Programu Trzeciego i Szczecińskiej Liście Przebojów Polskiego Radia. Jedyny koncert zespołu odbył się we wrześniu 2001 roku po czym projekt został zarzucony. Nawiązaniem do albumu Yugoton była wydana wkrótce płyta Yugoton w oryginale zawierająca składankę oryginalnych utworów w wykonaniu zespołów z Jugosławii: VIS Idoli, Haustor, Parni valjak, Azra, Aerodrom, Film, Šarlo akrobata i Bijelo dugme.
W 2006 roku idea projektu została odświeżona pod zmienioną nazwą - Yugopolis. Pierwszy album nowego wcielenia zespołu zatytułowany Słoneczna strona miasta ukazał się w 2007 roku. W nagraniu tej płyty wzięli udział Maciej Maleńczuk, Andrzej „Kobra” Kraiński, Marek Piekarczyk, Ramona Rey, Muniek Staszczyk, Gosia Stępień oraz ponownie Paweł Kukiz. Produkcja również cieszyła się znaczną popularnością. Wyróżnione statusem złotej płyty nagrania uplasowały się na 4. miejscu polskiej listy przebojów (OLiS). Miano przeboju zyskały pochodzące z albumu piosenki „Miasto budzi się”, „Czy pamiętasz?” i „Gdzie są przyjaciele moi”, notowane na listach przebojów Polskiego Radia. W 2009 roku do sprzedaży trafiła składanka nagrań z obu projektów Yugoton i Yugopolis zatytułowana The Best of Yugoton/Yugopolis. 21 września 2011 roku został wydany kolejny album Yugopolis z nowymi piosenkami, zatytułowany Yugopolis 2. Materiał został zarejestrowany m.in. z udziałem Macieja Maleńczuka, Krzysztofa Kiljańskiego, Pawła Kukiza, Marcina Czyżewskiego i Doroty Miśkiewicz. Promowane piosenkami „Ostatnia nocka”, „Morze Śródziemne (przepływa przeze mnie)” i „Czyste oczy” wydawnictwo uplasowało się na 2. miejscu zestawienia OLiS.

## Dyskografia
Albumy
| Rok  | Album                                                                                    | Pozycja na liście | Sprzedaż        | Certyfikat         |
| Rok  | Album                                                                                    | POL               | Sprzedaż        | Certyfikat         |
| ---- | ---------------------------------------------------------------------------------------- | ----------------- | --------------- | ------------------ |
| 2001 | Yugoton - Data: 5 marca 2001 - Wydawca: Zic Zac/BMG Poland                               | 1                 | - POL: 50 tys.+ | - POL: złota płyta |
| 2007 | Słoneczna strona miasta - Data: 26 marca 2007 - Wydawca: T1-Teraz/Universal Music Polska | 4                 | - POL: 15 tys.+ | - POL: złota płyta |
| 2011 | Yugopolis 2 - Data: 21 września 2011 - Wydawca: QM Music/EMI Music Poland                | 2                 |                 |                    |

Kompilacje
| Rok                        | Album                                                                                       | Pozycja na liście |
| Rok                        | Album                                                                                       | POL               |
| -------------------------- | ------------------------------------------------------------------------------------------- | ----------------- |
| 2009                       | The Best of Yugoton/Yugopolis - Data: 23 listopada 2009 - Wydawca: Sony Music Entertainment | –                 |
| 2012                       | Platynowa płyta - Data: 25 maja 2012 - Wydawca: T1-Teraz/Jawi                               | –                 |
| 2014                       | The Best of Yugopolis - Data: 16 września 2014 - Wydawca: T1-Teraz/Universal Music Polska   | 20                |
| „–” album nie był notowany |                                                                                             |                   |

Albumy koncertowe
| Rok  | Album | Pozycja na liście |
| Rok  | Album | POL               |
| ---- | --- | ----------------- |
| 2013 | Bez prądu - Data: 15 października 2013 - Wydawca: T1-Teraz/Universal Music Polska - Format: CD, CD+DVD, DVD, digital download | 44                |

Single
| Rok                         | Tytuł                                                                         | Pozycja na liście | Pozycja na liście | Album                 |
| Rok                         | Tytuł                                                                         | LP3               | SLiP              | Album                 |
| --------------------------- | ----------------------------------------------------------------------------- | ----------------- | ----------------- | --------------------- |
| 2001                        | „Malcziki” gościnnie Kazik                                                    | 1                 | 1                 | Yugoton               |
| 2001                        | „Rzadko widuję cię z dziewczętami” gościnnie: Katarzyna Nosowska, Paweł Kukiz | 1                 | 10                | Yugoton               |
| 2012                        | „Czyste oczy” gościnnie Paweł Kukiz                                           | 49                | –                 | Yugopolis 2           |
| 2014                        | „Sługi za szlugi” oraz Maciej Maleńczuk                                       | 4                 | –                 | The Best of Yugopolis |
| „–” singel nie był notowany |                                                                               |                   |                   |                       |

Inne notowane utwory
| Rok                        | Tytuł                                                             | Pozycja na liście | Pozycja na liście | Pozycja na liście | Pozycja na liście | Album                   |
| Rok                        | Tytuł                                                             | POL               | LP3               | SLiP              | Radio Wawa        | Album                   |
| -------------------------- | ----------------------------------------------------------------- | ----------------- | ----------------- | ----------------- | ----------------- | ----------------------- |
| 2001                       | „O nic nie pytaj (bo nie pytam ja)” – Paweł Kukiz                 | –                 | 5                 | 39                | –                 | Yugoton                 |
| 2007                       | „Miasto budzi się” – Paweł Kukiz                                  | 5                 | 38                | 24                | 5                 | Słoneczna strona miasta |
| 2007                       | „Czy pamiętasz?” – Marek Piekarczyk                               | –                 | 27                | –                 | –                 | Słoneczna strona miasta |
| 2007                       | „Gdzie są przyjaciele moi” – Maciej Maleńczuk                     | –                 | 6                 | 10                | –                 | Słoneczna strona miasta |
| 2011                       | „Ostatnia nocka” – Maciej Maleńczuk                               | –                 | 1                 | 1                 | –                 | Yugopolis 2             |
| 2011                       | „Morze Śródziemne (przepływa przeze mnie)” – Atrakcyjny Kazimierz | –                 | 50                | –                 | –                 | Yugopolis 2             |
| „–” utwór nie był notowany |                                                                   |                   |                   |                   |                   |                         |

## Teledyski
| Rok  | Tytuł                               | Reżyseria / Realizacja | Album                   | Źródło |
| ---- | ----------------------------------- | ---------------------- | ----------------------- | ------ |
| 2001 | „Malcziki”                          | Filip Kovcin           | Yugoton                 | [ 30 ] |
| 2001 | „O nic nie pytaj (bo nie pytam ja)” |                        | Yugoton                 | [ 31 ] |
| 2007 | „Gdzie są przyjaciele moi”          |                        | Słoneczna strona miasta | [ 32 ] |
| 2011 | „Ostatnia nocka”                    |                        | Yugopolis 2             | [ 33 ] |
| 2011 | „Ocalić nas”                        |                        | Yugopolis 2             | [ 34 ] |
| 2013 | „Nieuchwytna”                       |                        | Bez prądu               | [ 35 ] |

## Nagrody i wyróżnienia
| Rok  | Kategoria                        | Nagroda                | Uwagi     | Źródło |
| ---- | -------------------------------- | ---------------------- | --------- | ------ |
| 2001 | Grand Prix („Malcziki”)          | Yach Film              | Laur      | [ 30 ] |
| 2001 | Piosenka roku („Malcziki”)       | Fryderyki              | Nominacja | [ 36 ] |
| 2001 | Album roku - rok (Yugoton)       | Fryderyki              | Nominacja | [ 36 ] |
| 2001 | Teledysk roku („Malcziki”)       | Fryderyki              | Nominacja | [ 36 ] |
| 2011 | Najlepszy album (Yugopolis 2)    | Eska Music Awards 2012 | Nominacja | [ 37 ] |
| 2012 | Super Album (Yugopolis 2)        | Superjedynki           | Nominacja | [ 38 ] |
| 2012 | Super Przebój („Ostatnia nocka”) | Superjedynki           | Nominacja | [ 38 ] |